# Discographie d'Alicia Keys
La discographie de Alicia Keys, chanteuse et auteur-compositrice-interprète américaine de R&B et soul recense un total de 9 albums studio, un album live, 9 bandes originales, 17 singles, 18 vidéos et deux DVD. Ses œuvres ont été signées avec le label J Records.

## Albums studio
| Année                                                                | Album | Meilleure position | Meilleure position | Meilleure position | Meilleure position | Meilleure position | Meilleure position | Meilleure position | Meilleure position | Meilleure position | Meilleure position | Meilleure position | Certifications ,                                                                                                  | Ventes , |
| Année                                                                | Album | US                 | UK                 | AUS                | IR                 | SUE                | NZ                 | DA                 | SUI                | FR                 | PB                 | BE                 | Certifications ,                                                                                                  | Ventes , |
| -------------------------------------------------------------------- | --- | ------------------ | ------------------ | ------------------ | ------------------ | ------------------ | ------------------ | ------------------ | ------------------ | ------------------ | ------------------ | ------------------ | --- | --- |
| 2001                                                                 | Songs in A Minor - Sortie : 5 juin 2001 - Label : J - Formats : CD, téléchargement                         | 1                  | 6                  | 3                  | 5                  | 10                 | 4                  | 4                  | 3                  | 12                 | 1                  | 10                 | - RIAA : 6× Platine - BPI : 3 × Platine - ARIA : 2 × Platine - IFPI : 3 × Platine - CRIA: 5× Platine - BE : 1× Or | - Monde : 12 000 000 - États-Unis : 6 200 000 - Royaume-Uni : 1 100 000 - Europe : 3 000 000 - Canada : 500 000 |
| 2003                                                                 | The Diary of Alicia Keys - Sortie : 1er décembre 2003 - Label : J Records - Formats : CD, téléchargement   | 1                  | 13                 | 22                 | 37                 | 24                 | 25                 | 16                 | 1                  | 5                  | 2                  | 25                 | - RIAA : 4x Platine - BPI : Platine - ARIA : Platine - IFPI : Platine - CRIA : 2 × Platine - BE : Or              | - Monde : 9 000 000 - États-Unis : 4 600 000 - Royaume-Uni : 500 000 - Europe : 2 000 000 - Canada : 200 000    |
| 2007                                                                 | As I Am - Sortie : 9 novembre 2007 - Label : J Records - Formats : CD, téléchargement                      | 1                  | 11                 | 3                  | 15                 | 15                 | 5                  | 21                 | 1                  | 5                  | 2                  | 5                  | - RIAA : 3 × Platine - BPI : Platine - ARIA : Platine - IFPI : Platine - CRIA : 2 × Platine - BE : Or             | - Monde : 6 000 000 - États-Unis : 3 700 000 - Royaume-Uni : 300 000 - Europe : 1 700 000 - Canada : 200 000    |
| 2009                                                                 | The Element of Freedom - Sortie : 11 décembre 2009 - Label : J Records, MBK - Formats : CD, téléchargement | 2                  | 1                  | 19                 | 5                  | 25                 | 20                 | 27                 | 1                  | 13                 | 2                  | 17                 | - RIAA : Platine - BPI : 2 × Platine - ARIA : Or - IFPI : Platine - CRIA : Platine                                | - Monde : 4 000 000 - États-Unis : + 1 362 000 - Royaume-Uni : +770 000 - Europe : +900 000 - Canada : +100 000 |
| 2012                                                                 | Girl on Fire - Sortie : 26 novembre 2012 - Label : RCA Records - Formats : CD, téléchargement              | 1                  | 15                 | 12                 | 27                 | 39                 | 22                 | 28                 | 3                  | 8                  | 8                  | 11                 | - RIAA : - BPI : - ARIA : - IFPI : - CRIA : - BE :                                                                | - Monde : 1 000 000 - États-Unis : 700 000 - Royaume-Uni : 130 000 - Europe : - Canada :                        |
| 2016                                                                 | Here - Sortie : 4 novembre 2016 - Label : RCA Records - Formats : CD, téléchargement                       |                    |                    |                    |                    |                    |                    |                    |                    |                    |                    |                    | | |
| 2020                                                                 | Alicia - Sortie : 18 septembre 2020 - Label : RCA Records - Formats : CD, téléchargement                   |                    |                    |                    |                    |                    |                    |                    |                    |                    |                    |                    | | |
| 2021                                                                 | Keys - Sortie : 10 décembre 2021 - Label : RCA Records - Formats : CD, LP, téléchargement                  |                    |                    |                    |                    |                    |                    |                    |                    |                    |                    |                    | | |
| 2022                                                                 | Santa Baby - Sortie : 4 novembre 2022 - Label : RCA Records - Formats : CD, LP, téléchargement             |                    |                    |                    |                    |                    |                    |                    |                    |                    |                    |                    | | |
| "—" indique que l'album n'est pas sorti ou n'est pas classé ce pays. | |                    |                    |                    |                    |                    |                    |                    |                    |                    |                    |                    | | |

## Albums live
| Année                                                               | Détails                                                                           | Meilleure position | Meilleure position | Meilleure position | Meilleure position | Meilleure position | Meilleure position | Meilleure position | Meilleure position | Meilleure position | Meilleure position | Meilleure position | Certification | Ventes             |
| Année                                                               | Détails                                                                           | U.S.               | UK                 | AUS                | IRE                | SWE                | NZ                 | DEN                | SWI                | FRA                | NLD                | BE                 | Certification | Ventes             |
| ------------------------------------------------------------------- | --------------------------------------------------------------------------------- | ------------------ | ------------------ | ------------------ | ------------------ | ------------------ | ------------------ | ------------------ | ------------------ | ------------------ | ------------------ | ------------------ | ------------- | ------------------ |
| 2005                                                                | Unplugged - Sortie : octobre 2005 - Label : J - Formats : DVD, CD, Music download | 1                  | 52                 | 33                 | 49                 | —                  | 28                 | —                  | 7                  | 20                 | 2                  | 12                 | - RIAA :      | - Monde: 2 500 000 |
| "—" indique que l'album n'est pas sorti ou n'est pas classé ce pays |                                                                                   |                    |                    |                    |                    |                    |                    |                    |                    |                    |                    |                    |               |                    |

## Singles
(janvier 2016).
| Année | Titre                                      | Chart | Chart  | Chart | Chart | Chart | Chart | Chart | Chart | Chart | Chart | Chart         | Album                    |
| Année | Titre                                      | US    | US R&B | AUS   | CAN   | IRL   | P-B   | N-Z   | SUE   | SUI   | UK    | BE            | Album                    |
| ----- | ------------------------------------------ | ----- | ------ | ----- | ----- | ----- | ----- | ----- | ----- | ----- | ----- | ------------- | ------------------------ |
| 2001  | Fallin'                                    | 1     | 1      | 7     | 24    | 3     | 1     | 1     | 7     | 2     | 3     | 3             | Songs in A Minor         |
| 2002  | A Woman's Worth                            | 7     | 3      | 16    | —     | 25    | 11    | 5     | 31    | 32    | 18    | 37            | Songs in A Minor         |
| 2002  | How Come You Don't Call Me                 | 59    | 30     | 29    | —     | 32    | 58    | —     | —     | 60    | 26    | 3 (ultratip)  | Songs in A Minor         |
| 2002  | Girlfriend                                 | —     | 82     | 13    | —     | 40    | 18    | —     | —     | —     | 24    | 12 (ultratip) | Songs in A Minor         |
| 2003  | You Don't Know My Name                     | 3     | 1      | —     | 19    | 33    | 9     | —     | 54    | 26    | 19    | 2 (ultratip)  | The Diary of Alicia Keys |
| 2004  | If I Ain't Got You                         | 4     | 1      | —     | —     | 44    | 11    | —     | —     | 35    | 18    | 14 (ultratip) | The Diary of Alicia Keys |
| 2004  | Diary(featuring Tony! Toni! Toné!)         | 8     | 2      | —     | —     | —     | 38    | —     | —     | —     | —     | —             | The Diary of Alicia Keys |
| 2004  | Karma                                      | 20    | 17     | —     | —     | —     | 27    | —     | —     | 71    | —     | 2 (ultratip)  | The Diary of Alicia Keys |
| 2005  | Unbreakable                                | 34    | 4      | —     | —     | —     | 45    | —     | —     | —     | —     | —             | Unplugged                |
| 2006  | Every Little Bit Hurts                     | —     | —      | —     | —     | —     | —     | —     | —     | —     | —     | —             | Unplugged                |
| 2007  | No One                                     | 1     | 1      | 3     | 2     | 8     | 3     | 2     | 5     | 1     | 6     | 5             | As I Am                  |
| 2007  | Like You'll Never See Me Again             | 12    | 1      | 77    | —     | 48    | 20    | —     | 57    | —     | 53    | 6 (ultratip)  | As I Am                  |
| 2008  | Teenage Love Affair                        | 54    | 3      | —     | —     | —     | 21    | 21    | —     | —     | —     | 24 (ultratip) | As I Am                  |
| 2008  | Superwoman                                 | 82    | 12     | 57    | —     | —     | 28    | —     | 32    | 48    | —     | —             | As I Am                  |
| 2009  | Doesn't Mean Anything                      | 60    | 14     | 96    | 66    | 34    | 27    | 22    | —     | 5     | 8     | 22            | The Element of Freedom   |
| 2009  | Try Sleeping with a Broken Heart           | 27    | 2      | —     | 37    | —     | 21    | 12    | 10    | —     | 7     | 8 (ultratip)  | The Element of Freedom   |
| 2010  | Empire State of Mind (Part II) Broken Down | 55    | 76     | 75    | 40    | 8     | 29    | —     | 59    | —     | 4     | 4             | The Element of Freedom   |
| 2010  | Un-Thinkable (I'm Ready)                   | 21    | 1      | —     | —     | —     | —     | —     | —     | —     | —     | —             | The Element of Freedom   |
| 2010  | Put It in a Love Song (avec Beyoncé)       | 102   | 60     | 18    | 71    | 26    | —     | 24    | —     | —     | —     | —             | The Element of Freedom   |
| 2012  | Girl on Fire (avec Nicki Minaj)            | 11    | 4      | 12    | 19    | 15    | 5     | 7     | 29    | 5     | 5     | 6             | Girl on Fire             |
| 2012  | Brand New Me                               | 103   | 37     | —     | —     | —     | —     | —     | —     | —     | —     | —             | Girl on Fire             |
| 2013  | New Day                                    | —     | 73     | —     | —     | —     | —     | —     | —     | —     | —     |               | Girl on Fire             |
| 2013  | Fire We Make (avec Maxwell)                | 105   | 38     | —     | —     | —     | —     | —     | —     | —     | —     |               | Girl on Fire             |
| 2013  | Tears Always Win                           | —     | —      | —     | —     | —     | —     | —     | —     | —     | —     |               | Girl on Fire             |
| 2013  | Better You, Better Me                      | —     | —      | —     | —     | —     | —     | —     | —     | —     | —     |               | Non-album single         |
| 2014  | It's on Again (featuring Kendrick Lamar)   | —     | 49     | 81    | —     | —     | —     | —     | —     | —     | 31    |               | The Amazing Spider-Man 2 |
| 2014  | We Are Here                                | —     | —      | —     | —     | —     | —     | —     | —     | 32    | —     |               |                          |
| 2015  | 28 Thousand Days                           | —     | —      | —     | —     | —     | —     | —     | —     | —     | —     |               |                          |
| 2016  | In Commons                                 | —     | —      | —     | —     | —     | —     | —     | —     | —     | —     |               |                          |

### Apparitions sur singles
| Année                                                                  | Single                                                   | Classements positions | Classements positions | Classements positions | Classements positions | Classements positions | Classements positions | Classements positions | Classements positions | Classements positions | Classements positions | Classements positions | Album                                      |
| Année                                                                  | Single                                                   | U.S.                  | U.S. R&B              | UK                    | AUS                   | GER                   | FRA                   | ITA                   | SWE                   | SWI                   | IRE                   | NZ                    | Album                                      |
| ---------------------------------------------------------------------- | -------------------------------------------------------- | --------------------- | --------------------- | --------------------- | --------------------- | --------------------- | --------------------- | --------------------- | --------------------- | --------------------- | --------------------- | --------------------- | ------------------------------------------ |
| 2001                                                                   | Brotha Part II (Angie Stone featuring Alicia Keys & Eve) | 52                    | 13                    | 37                    | —                     | —                     | —                     | —                     | 59                    | —                     | —                     | —                     | Mahogany Soul                              |
| 2002                                                                   | Gangsta Lovin' (Eve featuring Alicia Keys)               | 2                     | 2                     | 6                     | 4                     | 21                    | 20                    | 14                    | 10                    | 6                     | 15                    | 7                     | Eve-Olution Remixed & Unplugged in A Minor |
| 2004                                                                   | My Boo (avec Usher)                                      | 1                     | 1                     | 5                     | —                     | 4                     | 19                    | —                     | 18                    | 3                     | 7                     | —                     | Confessions (édition spéciale)             |
| 2006                                                                   | Ghetto Story Chapter 2 (Cham featuring Alicia Keys)      | 77                    | 15                    | 62                    | —                     | —                     | —                     | —                     | —                     | —                     | —                     | —                     | Ghetto Story                               |
| 2008                                                                   | Another Way to Die (avec Jack White)                     | 81                    | -                     | 9                     | 29                    | 8                     | 98                    |                       | 15                    | 4                     | 12                    | 29                    | Bande originale du film Quantum of Solace  |
| 2009                                                                   | Empire State of Mind (avec Jay-Z)                        | 1                     | 2                     | 4                     | 4                     | 11                    | 3                     | 3                     | 6                     | 4                     | 2                     | 2                     | The Blueprint 3                            |
| 2009                                                                   | Looking For Paradise (avec Alejandro Sanz)               | —                     | —                     | —                     | —                     | —                     | —                     | —                     | —                     | —                     | —                     | —                     | Paraiso Express                            |
| 2011                                                                   | Speechless (en) (avec Eve)                               | —                     | —                     | —                     | —                     | —                     | —                     | —                     | —                     | —                     | —                     | —                     | Monster Mondays                            |
| "—" indique que le single n'est pas sorti ou n'est pas classé ce pays. |                                                          |                       |                       |                       |                       |                       |                       |                       |                       |                       |                       |                       |                                            |

### Apparitions sur albums
| Année | Chanson                                                           | Album                                              |
| ----- | ----------------------------------------------------------------- | -------------------------------------------------- |
| 1998  | Little Drummer Girl                                               | 12 Soulful Nights of Christmas                     |
| 2001  | M. Man (avec Jimmy Cozier)                                        | Jimmy Cozier                                       |
| 2001  | Someday We'll All Be Free                                         | America: A Tribute to Heroes                       |
| 2002  | Boy Meets Girl (Truck Turner avec Alicia Keys)                    | Look Both Ways Before You Cross Me                 |
| 2002  | Warrior Song (Nas avec Alicia Keys)                               | God's Son                                          |
| 2005  | America the Beautiful (avec Ray Charles)                          | Genius & Friends                                   |
| 2005  | If This World Were Mine (avec Jermaine Paul)                      | So Amazing: An All-Star Tribute to Luther Vandross |
| 2006  | Don't Give Up (Africa) (avec Bono)                                | Digital release                                    |
| 2007  | Djin Djin (Angélique Kidjo avec Alicia Keys et Branford Marsalis) | Djin Djin                                          |
| 2008  | Represent the Things You Do (avec Swizz Beatz)                    |                                                    |
| 2009  | Empire State of Mind (avec Jay-Z)                                 | The Blueprint 3                                    |
| 2009  | Looking for Paradise (avec Alejandro Sanz)                        | Paraiso Express                                    |
| 2014  | Who You Are (avec Pharrell Williams)                              | G I R L                                            |

## DVDs
| Année | Information                                                                                   |
| ----- | --------------------------------------------------------------------------------------------- |
| 2004  | The Diary of Alicia Keys - Sortie : 16 novembre 2004                                          |
| 2005  | Unplugged - Sortie : 11 octobre 2005 - RIAA certification : Or - CRIA certification : Platine |

## Clips vidéo
| Année | Titre                                                    | Directeur(s)                                                            |
| ----- | -------------------------------------------------------- | ----------------------------------------------------------------------- |
| 2001  | Fallin'                                                  | Chris Robinson                                                          |
| 2001  | A Woman's Worth                                          | Chris Robinson                                                          |
| 2001  | Brotha Part II (Angie Stone featuring Alicia Keys & Eve) | Chris Robinson                                                          |
| 2002  | How Come You Don't Call Me                               | Little X                                                                |
| 2002  | Gangsta Lovin' (Eve featuring Alicia Keys)               | Little X                                                                |
| 2002  | Girlfriend                                               | Patrick Hoelck                                                          |
| 2003  | You Don't Know My Name                                   | Chris Robinson                                                          |
| 2004  | If I Ain't Got You                                       | Diane Martel                                                            |
| 2004  | Diary (featuring Jermaine Paul)                          | Lamont « Liquid » Burrell, Rod Isaacs, Jeff Robinson, et Brian Campbell |
| 2004  | My Boo (avec Usher)                                      | Chris Robinson & Usher                                                  |
| 2004  | Karma                                                    | Chris Robinson & Alicia Keys                                            |
| 2005  | Unbreakable (Unplugged version)                          | Alex Coletti                                                            |
| 2005  | Unbreakable (BET version)                                | Justin Francis                                                          |
| 2005  | Every Little Bit Hurts                                   | Justin Francis                                                          |
| 2006  | Ghetto Story Chapter 2 (Cham featuring Alicia Keys)      | Sanaa Hamri                                                             |
| 2007  | No One                                                   | Justin Francis                                                          |
| 2007  | Like You'll Never See Me Again                           | Diane Martel                                                            |
| 2008  | Teenage Love Affair                                      | Chris Robinson                                                          |
| 2008  | Superwoman                                               | Chris Robinson                                                          |
| 2008  | Another Way to Die (avec Jack White)                     | Marc Forster                                                            |
| 2009  | Empire State of Mind(avec Jay-Z)                         | Hype Williams                                                           |
| 2009  | Looking for Paradise (avec Alejandro Sanz)               | Gil Green                                                               |
| 2009  | Doesn't Mean Anything                                    | P.R. Brown                                                              |
| 2009  | Try Sleeping With A Broken Heart                         | Syndrome                                                                |
| 2010  | Un-Thinkable (I'm Ready)                                 | Jake Nava                                                               |
| 2010  | Put It in a Love Song (avec Beyonce) (pour l'été 2010)   | Melina Matsoukas                                                        |
| 2012  | Girl On Fire (featuring Nicki Minaj)                     | Sophie Muller                                                           |
| 2012  | Brand New Me                                             | Diane Martel                                                            |
| 2013  | Brand New Me (part II)                                   | Taj Stansberry                                                          |
| 2013  | Fire We Make                                             | Chris Robinson                                                          |
| 2013  | New Day                                                  | Indrani                                                                 |
| 2013  | Tears Always Win                                         | Robert Hales                                                            |
| 2014  | It's On Again                                            | Rich Lee                                                                |
| 2014  | We Are Here                                              | Sol Guy                                                                 |
| 2016  | In Commons                                               | -                                                                       |

## Musiques de film
| Année | Chanson                                    | Films               |
| ----- | ------------------------------------------ | ------------------- |
| 1997  | Dah Dee Dah (Sexy Thing)                   | Men in Black        |
| 2000  | Rock wit U                                 | Shaft               |
| 2001  | Rear View Mirror                           | Docteur Dolittle 2  |
| 2001  | Fight                                      | Ali                 |
| 2002  | Butterflyz (KrucialKeys Remix)             | Drumline            |
| 2004  | Troubles                                   | Nigdy w Życiu!      |
| 2006  | People Get Ready (avec Lyfe Jennings)      | Glory Road          |
| 2006  | I Will Make the Darkness Light             | Glory Road          |
| 2006  | Glory Road (avec Trevor Rabin)             | Glory Road          |
| 2008  | Another Way to Die (avec Jack White)       | Quantum of Solace   |
| 2010  | Empire State of Mind (avec Jay-Z)          | Sex and the City 2  |
| 2010  | Empire State of Mind (Part II) Broken Down | Sex and the City 2  |
| 2010  | Rapture                                    | Sex and the City 2  |
| 2014  | It's On Again (avec Kendrick Lamar)        | Amazing Spiderman 2 |